# Carlencas-et-Levas
Carlencas-et-Levas är en kommun i departementet Hérault i regionen Occitanien i södra Frankrike. Kommunen ligger i kantonen Bédarieux som tillhör arrondissementet Béziers. År 2022 hade Carlencas-et-Levas 115 invånare.

## Befolkningsutveckling
Antalet invånare i kommunen Carlencas-et-Levas
Referens:INSEE

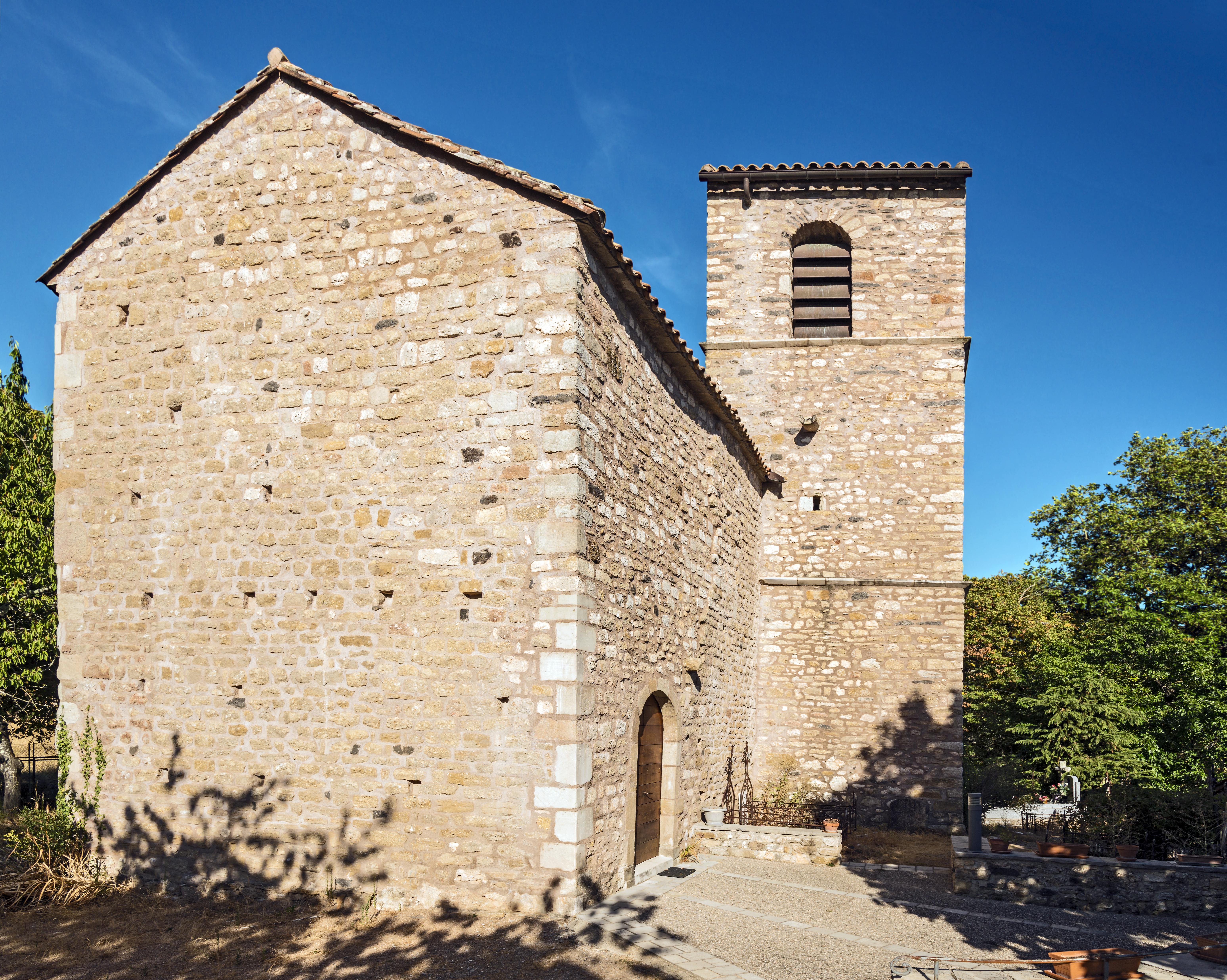
Kapellet av Levas.
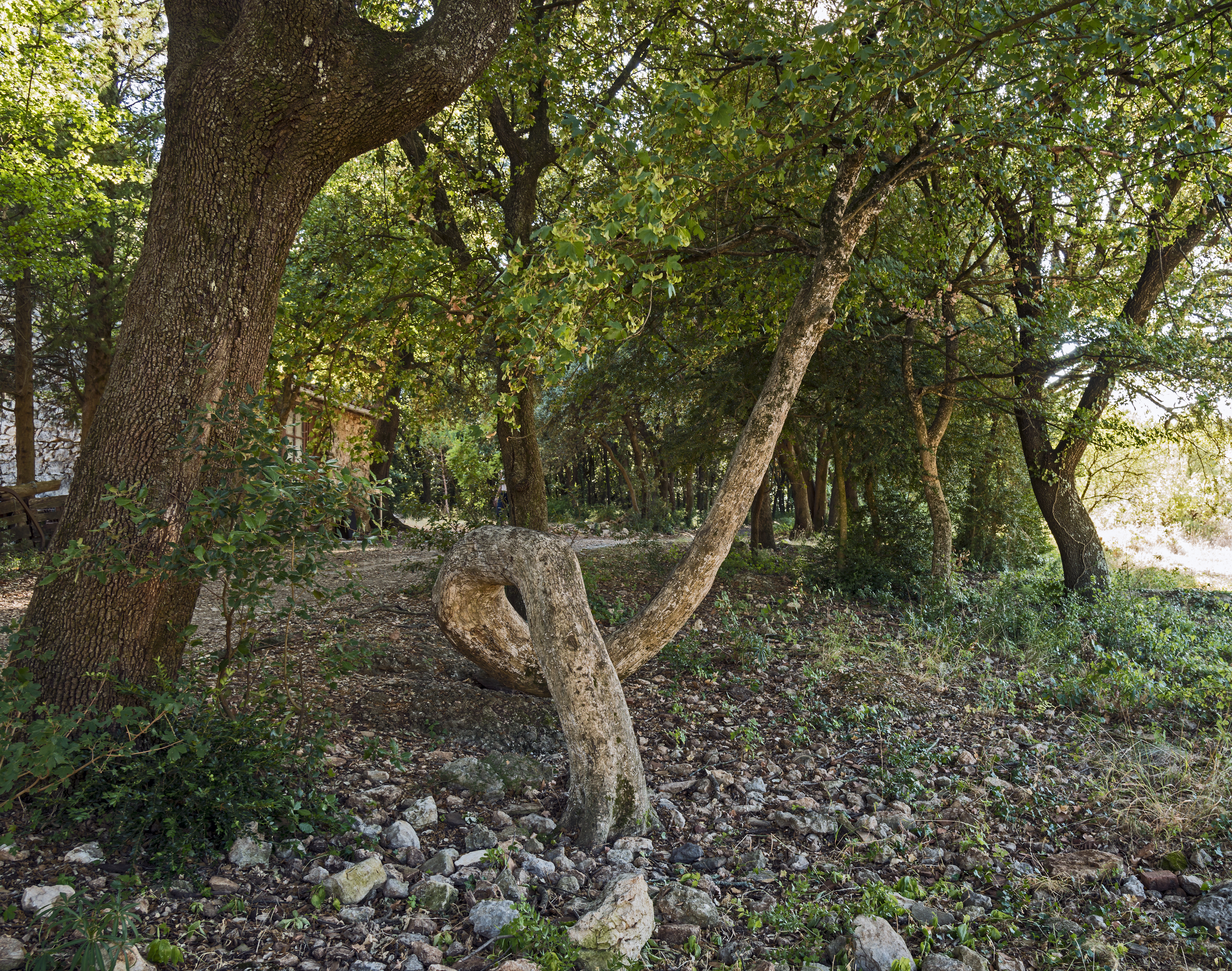
Den krokiga träd kapellet.